# Fenylopropen
Fenylopropen, allilobenzen, 2-propenylobenzen – organiczny związek chemiczny, pochodna benzenu zawierająca grupę allilową. Pochodne fenylopropenu stanowią ważne substancje zapachowe stosowane w przemyśle perfumeryjnym.

## Otrzymywanie
Fenylopropen można otrzymać w dwuetapowym procesie z aldehydu cynamonowego. W pierwszym kroku jest on kondensowany z tosylohydrazydem, dając półprodukt – tosylohydrazon. W następnym kroku powstałą substancję redukuje się za pomocą borowodorku sodu w środowisku kwaśnym.

## Reakcje
Allilobenzen izomeryzuje w obecności katalizatora do 1-propenylobenzenu (β-metylostyrenu). Katalizatorami tej reakcji mogą być zasady lub związki metali takich jak rod, platyna, pallad, iryd, ruten, żelazo czy kobalt. W przypadku użycia zasady przemianę rozpoczyna deprotonowanie pozycji benzylowej. Powstały karboanion jest w równowadze ze swoim odpowiednikiem, którego ładunek ujemny znajduje się na terminalnym atomie węgla. Po przyłączeniu jonu wodorowego do tego analogu powstaje produkt. Przy użyciu odpowiednich rozpuszczalników i katalizatorów możliwa jest selektywna synteza izomerów cis i trans 1-propenylobenzenu. Podobne przemiany są możliwe dla pochodnych fenylopropenu.

## Pochodne
Pochodne fenylopropenu (nazywane fenylopropenoidami) występują powszechnie w naturze. Niektóre są wytwarzane przez pewne rośliny w związku ze zmianą warunków takich jak naświetlenie czy skład chemiczny gleby. Przykładem fenylopropenoidu może być eugenol – substancja zapachowa występująca w goździkach, jest to 3-hydroksy-4-metoksy pochodna allilobenzenu. Niektóre hydroksypochodne fenylopropenu takie jak tymol i wcześniej wspomniany eugenol mają właściwości anestetyczne i antyseptyczne. W związku z tym są czasem stosowane w medycynie (zwykle stomatologii) do uśmierzania bólu. Dodatkowo te związki są powiązane strukturalnie z anestetykami.